# Deflektor kominowy

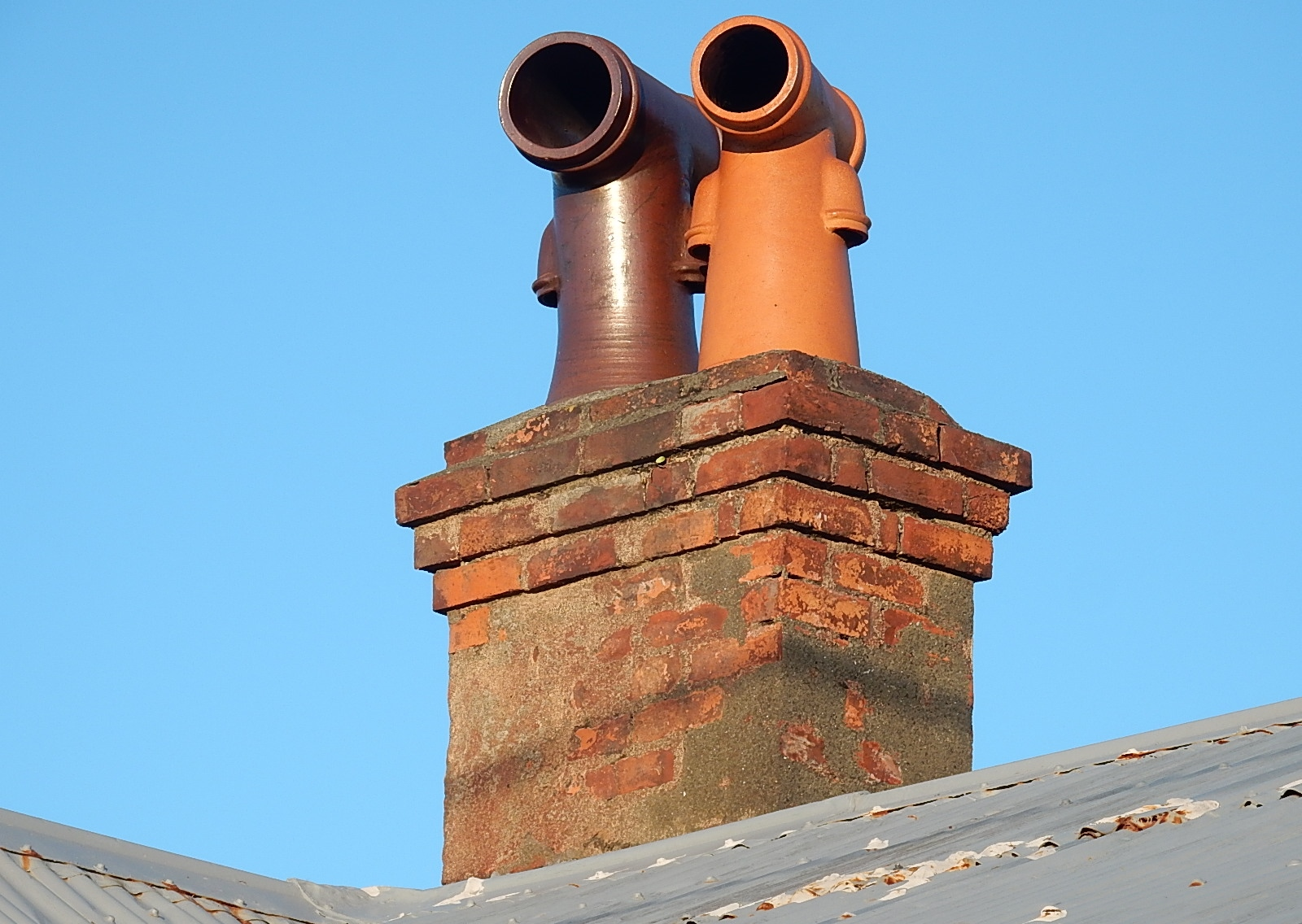
Deflektor wykonany z kamionki w kształcie litery T. Znakomicie chroni kanał kominowy od zawilgocenia.

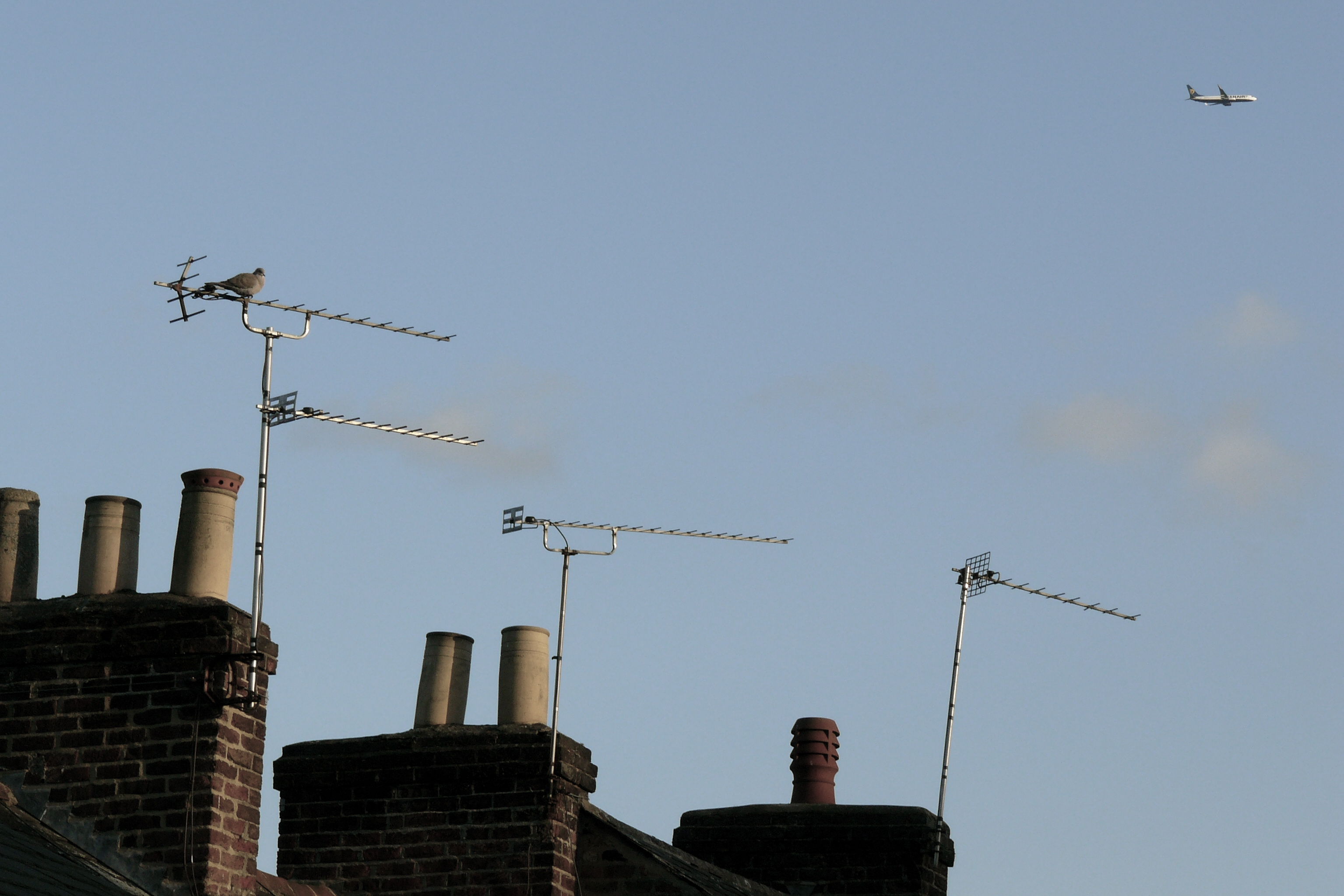
Zwężenie nasady kominowej za pomocą rury ceramicznej.

Deflektor kominowy – urządzenie umieszczone na kominie mające na celu zwiększenie ciągu oraz zapobieżenie przedostawaniu się wody do przewodu kominowego. Deflektory wykonuje się z betonu, kamionki lub blachy.

## Typy
- zwężenie nasady kominowej za pomocą rury kamionkowej lub betonowej umieszczonej na betonowym stożku[1].
- w kształcie litery T – najskuteczniej zapobiegający zawilgoceniu[1].
- w kształcie litery H

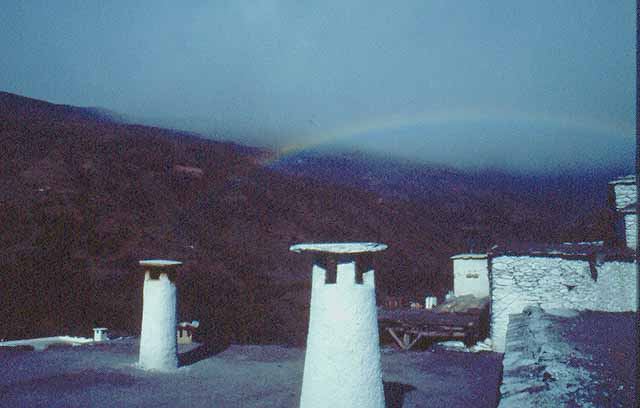
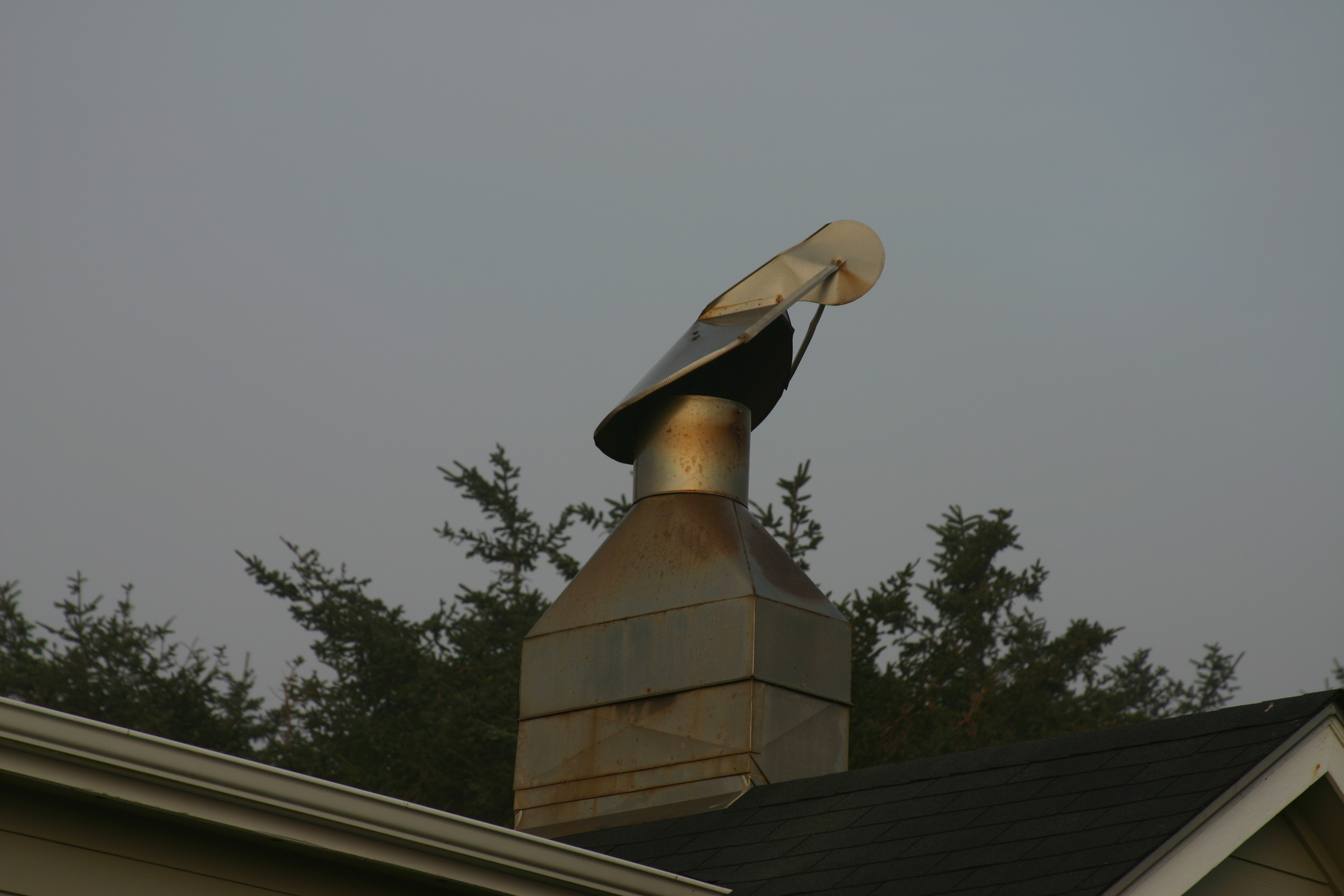
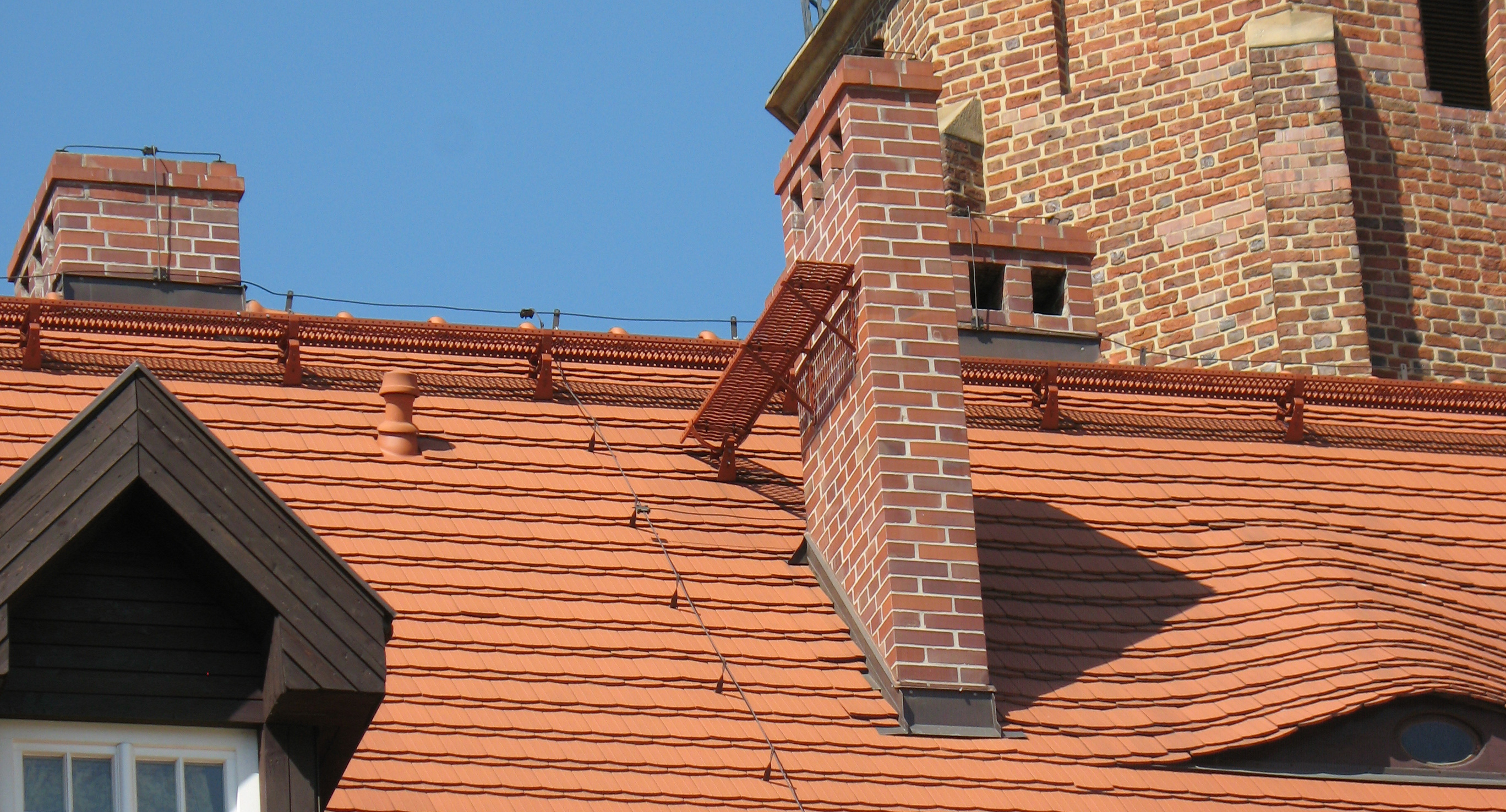
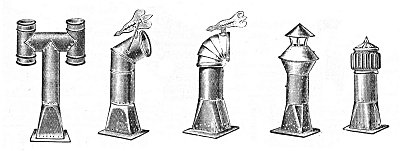
różne typy deflektorów kominowych rok 1910.